# Reniflard
Le mot reniflard a plusieurs significations, car il peut désigner :
- dans le jargon des mécaniciens, le système de récupération des gaz du carter moteur d'un moteur à explosion. On parle de recirculation si les vapeurs sont aspirées dans le collecteur d'admission[2] plutôt que d’être rejeté à l'air libre.
- en plomberie, un aérateur à membrane ou à clapet pour conduite de chute ou de ventilation (généralement en PVC)[1].

## Moteur à explosion
Dans les anciens moteurs à explosion équipés de carburateur, la dépression dans le collecteur d'admission, créée par le moteur, lors d'une accélération, permet à bon compte d'évacuer les gaz du carter d'huile par une simple durit le reliant à la pipe d'admission. Une autre durit relie souvent le couvre-culasse au filtre à air afin que le « balayage » dans le moteur se fasse avec une légère dépression.
Certains moteurs possèdent juste un bouchon de remplissage d'huile troué pour laisser l'air entrer. Les gaz circulent dans ces deux durits du carter vers le collecteur d'admission. Un système de restriction ou une anche (bec de canard sur les moteurs Citroën bicylindres des 2CV et dérivés) peut limiter cette circulation ou en imposer le sens.

### Moteur deux temps
Dans les moteurs deux temps utilisant un carburateur et un mélange (essence/huile) les vapeurs d'huile aspirées dans le circuit d'admission contribuent à la lubrification : durant la phase d'admission un infime quantité d'huile viendra se déposer sur la paroi du cylindre, mais le reste sera brulé et rejeté dans l’atmosphère. Avec la réduction des rejets autorisés, ce système a été abandonné au profit d'une lubrification directe voire de son remplacement par des moteurs 4 temps. La partie basse du moteur servant à l'admission, à la compression et au transfert vers la partie haute, il n'y a pas de reniflard visible.

## Moteurs Diesel ou turbo
Sur les moteurs Diesel ou turbo la dépression dans le collecteur d'admission n'existe pas. L'aspiration est remplacée par un ensemble plus complexe de recyclage des vapeurs d'huile comportant un condenseur, décanteur ou séparateur d'huile qui ramène celle-ci, redevenue liquide, au carter : il y a alors des durits transportant de la vapeur vers le collecteur d'admission et d'autres ramenant l'huile de ce collecteur ou du décanteur au carter.
La plupart des moteurs récents, pour répondre aux normes d'émissions par évaporation, assurent une ventilation forcée du carter ou PCV (de l'anglais Positive Crankcase Ventilation) qui garantit une circulation permanente et contrôlée des gaz par aspiration d'une quantité limitée d'air frais qui, après balayage du carter, arrive dans le collecteur d'admission. Une vanne appelée « vanne PCV » limite le débit dans le système pour éviter de perturber le moteur dans les conditions de forte dépression et faible débit d'admission : ralenti, frein moteur.